# Yuanfen
Yuan (cinese semplificato: 缘; cinese tradizionale: 緣) o Yuanfen (cinese semplificato: 缘分; cinese tradizionale: 緣分; pinyin: yuánfèn; vietnamita: duyên phận), "coincidenza fatidica", è un concetto nella religione popolare cinese che descrive buone e cattive opportunità e le relazioni potenziali. Può anche essere tradotto come "il destino, la fortuna come condizionamento dal proprio passato," o "la naturale affinità tra amici." È paragonabile al concetto di karma nel Buddismo, ma lo yuanfen è interattivo, piuttosto che individuale.
Le forze motrici e le cause che stanno dietro yuánfèn si dice che siano le azioni fatte in precedenti incarnazioni. Il proverbio yǒu yuán wú fèn (有緣無份), "avere il destino senza un destino", è talvolta usato per descrivere coppie che si incontrano, ma che non sanno per quale ragione stanno insieme.
Gli studiosi KS Yang e D. Ho hanno analizzato i vantaggi psicologici di questa convinzione: assegnando la causalità di eventi negativi allo yuanfen fuori del controllo individuale, le persone tendono a mantenere buoni rapporti, evitare il conflitto, e promuovere l'armonia sociale; allo stesso modo, quando gli eventi positivi sono visti come causa dello yuanfen, il credito personale non è assegnato direttamente, il che riduce l'orgoglio da una parte del rapporto e l'invidia e il risentimento, dall'altro.

## Il ruolo nella società
K.S. Yang e D.Y. F. Ho fanno risalire le origini del termine al buddismo tradizionale e osservano che yuan o yuanfen sono concetti importanti per mantenere l'armonia sociale nelle relazioni personali e la solidarietà di gruppo perché attribuiscono le cause o la "fatidica coincidenza" ad un fattore esterno al di là del controllo o delle responsabilità individuali. Yang e Ho hanno scoperto che questi concetti sono ancora molto vivi nella vita sociale cinese e nella mentalità tra gli studenti universitari. I concetti di yuan e yuanfen e le credenze nella predestinazione e nel fatalismo sono diminuite, e la fede nello yuan è pure calata, ma la continuità con le concezioni del passato è ancora forte.
Marc Moskovitch, antropologo, rileva che lo yuanfen appare spesso nella musica popolare contemporanea. Qui lo yuanfen si riferisce ad una "relazione karmica" con qualcuno che è stato conosciuto nella vita precedente e viene usato per spiegare la fine di un rapporto che non era destinato a venir fuori.

## Credenze popolari

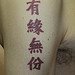
"Avere una sorte senza un destino" nei caratteri di un tatuaggio cinese.

- Il proverbio dice: "avere una sorte senza il destino" si riferisce alle coppie che erano destinate a incontrarsi, ma non destinate a stare insieme, e come tale è talvolta usato come una linea di rottura.
- Dopo aver incontrato una persona (di entrambi i sessi), che è difficile da trovare, è appropriato esclamare: "È lo yuánfèn che ci ha fatto incontrare!"
- Quando si incontra un altro più volte in varie località tali che sembra essere più di una coincidenza, si può fare riferimento allo yuánfèn.
- Come contro-esempio, quando due persone si conoscono, ad esempio, come amici di penna, ma non hanno l'opportunità di incontrarsi faccia a faccia, si può dire che il loro yuánfèn è molto superficiale o sottile.

Il proverbio: 百世修来同船渡，千载修得共枕眠 (pinyin: bǎi shì xiū lái tóng chuán dù, qiān zǎi xiū dé gòng zhěn mián).
- Letteralmente: Ci vogliono centinaia di rinascite per portare due persone a salire sulla stessa barca; ci vuole un migliaio di eoni per portare due persone a condividere lo stesso cuscino. Questo sta a dimostrare quanto sia prezioso lo yuánfèn.
- Un'alternativa a questo proverbio è: 十年修得同船渡，百年修得共枕眠 (pinyin: shí nián xiū dé tóng chuán dù, bǎi nián xiū dé gòng zhěn mián), che letteralmente significa: dieci anni di meditazione (o buone azioni) portano due persone per attraversare un fiume nello stesso traghetto, e un centinaio di anni di meditazione (o buone azioni) a portare due persone a riposare la testa sullo stesso cuscino. Trasmettendo lo stesso messaggio.
- È importante notare che, sebbene lo yuanfen è spesso usato nel contesto delle relazioni amorose, il concetto in sé è molto più ampio e può riferirsi a qualsiasi rapporto tra le persone in qualsiasi circostanza. Ad esempio, lo yuanfen può essere pensato come il meccanismo attraverso il quale i membri della famiglia sono stati "posti" nelle vite di ciascuno. D'altra parte, anche i due sconosciuti che si siedono l'uno accanto all'altro su un giro in aereo a corto raggio possono anche pensare di avere una certa quantità di yuanfen. Il ragionamento è questo: dei sette miliardi o più di persone che vivono su questo pianeta, le probabilità di due persone di sedere assieme in un aereo sono astronomicamente piccole. Così, due persone specifiche sedute insieme su un aereo hanno battuto tutte le probabilità di finire in quei posti specifici. Se, in aggiunta al loro incontro casuale, capita di imbastire una conversazione coinvolgente e scoprire che hanno interessi comuni di cinema, musica, e/o fotografia, determina il loro incontro tanto più prezioso e profondo del loro yuanfen.

## Traduzioni
"Occasione affine" potrebbe essere una buona traduzione di yuánfèn da quando lo yuánfèn dipende realmente dalle probabilità o un certo numero di possibilità di incontro (o di vedere) qualcuno nel mondo reale in un dato tempo e spazio, tuttavia, anche se in realtà non ci si è ancora conosciuti da molto tempo, entrambe le persone sentono come se già si conoscono da molto tempo.
Il concetto di "serendipità" è una buona approssimazione inglese di yuanfen. Lo scrittore francese Emile Deschamps sostiene nelle sue memorie che nel 1805, egli trattò del budino di prugne da uno sconosciuto di nome signor de Fontgibu. Dieci anni più tardi, lo scrittore ha incontrato il budino di prugne sul menu di un ristorante di Parigi e ne voleva ordinare un po', ma il cameriere gli ha detto che l'ultimo piatto era già stato servito ad un altro cliente, che si è rivelato essere de Fontgibu. Molti anni dopo, nel 1832, Deschamps era a una cena e ancora una volta ha ordinato del budino di prugne. Egli ricordò l'episodio precedente e disse ai suoi amici che solo de Fontgibu mancava per essere al completo e nello stesso istante, l'ormai senile de Fontgibu entrò nella stanza.
Spesso lo yuánfèn viene considerato equivalente al "fato" (come è con il titolo di un film del 1984, col nome occidentale Dietro la linea gialla, interpretato da Leslie Cheung) o "destino". Tuttavia, queste parole non hanno l'elemento del passato per giocare un ruolo nel decidere l'esito del futuro incerto. Il termine cinese più comune per "fato" o "destino" è mìngyùn (命運), letteralmente "il corso degli eventi nella vita".
"Provvidenza" e "predestinazione" non sono traduzioni esatte, perché queste parole implicano che le cose accadono per volontà di Dio o degli dei, mentre yuanfen non implica necessariamente un intervento divino.